# Lodewijk IV van Nevers
Lodewijk IV Gonzaga (Mantua, 18 september 1539 – Nesle, 23 oktober 1595) was van 1565 tot aan zijn dood hertog iure uxoris van Nevers en van 1565 tot 1581 graaf iure uxoris en van 1581 tot 1595 hertog iure uxoris van Rethel. Hij behoorde tot het huis Gonzaga.

## Levensloop
Lodewijk IV was de derde zoon van Frederik II Gonzaga, hertog van Mantua, en diens echtgenote Margaretha, dochter van graaf Willem IX van Monferrato.
Op tienjarige leeftijd werd hij naar Parijs gezonden om de bezittingen te erven van zijn grootmoeder Anna van Alençon, de weduwe van Willem IX van Monferrato. Lodewijk werd opgevoed aan het hof van koning Hendrik II van Frankrijk en ging in Franse militaire dienst. In 1557 streed hij mee in de Slag bij Saint-Quentin, waarbij hij door de Spanjaarden werd gevangengenomen. In 1560 werd hij door koning Frans II van Frankrijk genaturaliseerd tot Fransman.
Op 4 maart 1565 huwde hij met Henriëtte van Kleef (1542-1601), hertogin van Nevers en gravin van Rethel. Op die manier werd Lodewijk hertog van Nevers en graaf van Rethel. In 1581 werd Rethel door koning Hendrik III van Frankrijk verheven tot een hertogdom.
Lodewijk IV trad op als adviseur van de latere koning Hendrik III en was een invloedrijk lid van de koninklijke raad, waardoor hij een belangrijke rol speelde in de Hugenotenoorlogen. Als diepgelovige katholiek was hij een fervent tegenstander van de Hugenoten en hij wordt beschouwd als een van de aanstokers van de Bartholomeusnacht. Lodewijk trad echter niet toe tot de Heilige Liga en bleef loyaal aan Hendrik III. Na de troonsbestijging van de protestantse Hendrik IV in 1589 bleef Lodewijk aanvankelijk neutraal tegenover de Franse kroon. Later steunde hij Hendrik IV en werd hij diens buitengewoon adviseur bij de Heilige Stoel, waar Lodewijk de verzoening van Hendrik IV met de Kerk moest regelen. Ook werd hij door Hendrik IV naar Picardië gestuurd om tegen Alessandro Farnese te vechten, die hertog van Parma en gouverneur van de Spaanse Nederlanden was.
In oktober 1595 stierf Lodewijk op 56-jarige leeftijd.

## Nakomelingen
Lodewijk IV en zijn echtgenote Henriëtte kregen vijf kinderen:
- Catharina (1568-1629), huwde in 1588 met hertog Hendrik I van Longueville
- Maria Henriëtte (1571-1614), huwde in 1599 met hertog Hendrik van Mayenne
- Frederik (1573-1574)
- Frans (1576-1580)
- Karel I (1580-1637), hertog van Nethel en Rethel en hertog van Mantua